# Ochthebius kiesenwetteri
Ochthebius kiesenwetteri är en skalbaggsart som beskrevs av August Ferdinand Kuwert 1887. Ochthebius kiesenwetteri ingår i släktet Ochthebius och familjen vattenbrynsbaggar. Inga underarter finns listade i Catalogue of Life.